# Ilona Bluemke
Ilona Bluemke (ur. 4 lipca 1954 w Bielsku-Białej) – polska informatyk, doktor habilitowana nauk technicznych, specjalizująca się w inżynierii oprogramowania i oprogramowaniu komputerów.

## Życiorys
Absolwentka XL Liceum Ogólnokształcącego im. Stefana Żeromskiego w Warszawie w 1973.
Studia magisterskie z informatyki na Wydziale Elektroniki Politechniki Warszawskiej ukończyła w 1978 i rozpoczęła pracę programistki w Centralnym Ośrodku Informatyki Politechniki Warszawskiej. Dwa lata później zatrudniła się jako starsza asystentka na macierzystym wydziale w Instytucie Informatyki. Doktoryzowała się w 1989, pisząc pracę pt. Lokalne strategie rekonfiguracji i ich wpływ na niezawodność i wydajność macierzy elementów przetwarzających pod kierunkiem Krzysztofa Sapiechy i w kolejnym roku objęła stanowisko adiunkta. Habilitację z informatyki uzyskała w 2015 na podstawie cyklu publikacji pt. Jakość oprogramowania w ujęciu wielokryterialnym. W 2017 objęła stanowisko kierownika Zakładu Oprogramowania i Architektury Komputerów PW.
Członkini Polskiego Towarzystwa Informatycznego od 1980.

## Działalność naukowa
W swojej działalności naukowej specjalizuje się w inżynierii oprogramowania, z naciskiem na problematykę poprawiania jakości oprogramowania. Na początku skupiała się na badaniu wydajności systemów produkcyjnych i ich modelowaniu z zastosowaniem sieci Petriego. Zajmowała się też zagadnieniami spójności modeli i przekształcania ich do UML. Prowadziła również badania związane z testowaniem oprogramowania opierającym się na przepływie danych, modyfikowaniem go przy użyciu programowania aspektowego, a także integracją systemów. Ponadto tematem badań Ilony Bluemke były aplikacje internetowe i ich interakcja w użytkownikami oraz wpływ metryk oprogramowania na jego charakterystykę.